# Varnville
Varnville – miasto w Stanach Zjednoczonych, w stanie Karolina Południowa, w hrabstwie Hampton.